# David Català Jiménez
David Català Jiménez (Barcelona, 3 de maig de 1980) és un exfutbolista català, que ocupava la posició de defensa. Actualment fa d'entrenador de futbol.

## Trajectòria
Sorgeix del planter del RCD Espanyol, fins a debutar amb el primer equip a la campanya 99/00, en la qual els pericos guanyarien la Copa del Rei. Després d'alternar el filial i l'absolut, la temporada 03/04 marxa al Xerez CD, on gaudeix de la titularitat, igual que a la temporada següent, ara a la UE Lleida.
Continua a la Segona Divisió amb l'Albacete Balompié (05/06), la Lorca Deportiva (06/07) i la UD Salamanca, on roman dos anys, fins que a l'estiu del 2009 fitxa pel Celta de Vigo. Tret del conjunt manxec, el barceloní ha estat titular a la resta d'equips, fins al punt d'acumular gairebé 200 partits a la categoria d'argent. Amb el Salamanca, només va deixar de ser titular en dues ocasions en els dos anys que hi va militar.